# 林恩家族體育場
林恩家族體育場（英語：Lynn Family Stadium）是位於美國肯塔基州路易維爾的足球專用體育場，該球場於2018年開始建造，並在2020年7月竣工。現時為美國足球冠軍聯賽球隊路易維爾城FC和國家女子足球聯賽球隊路易維爾競技的主場。目前球場有11,700個座位數，未來預計可擴增至15,304個座位。
本球場的冠名權來自肯塔基州的林恩家族光學培訓公司（Lynn Family Vision & Training, LLC），創辦人馬克·林恩博士（Dr. Mark Lynn）是當地著名的視光技術研究人員。

## 外部連結
- 官方网站